# Astaena castanea
Astaena castanea är en skalbaggsart som beskrevs av Moser 1918. Astaena castanea ingår i släktet Astaena och familjen Melolonthidae. Inga underarter finns listade.